# Genera Plantarum (Jussieu)
Genera Plantarum (Jussieu) (abreviado Gen. Pl. (Jussieu)) es un libro con ilustraciones y descripciones botánicas que fue escrito por el médico y botánico francés Antoine-Laurent de Jussieu. Fue publicado en el año 1789.